# Алекса Шантич
Алекса Шантич (*Алекса Шантић, 25 травня 1868 —†2 лютого 1924) — сербський поет.

## Життєпис
Походив з родини торгівців. Народився в м.Мостар (на той час Боснійський вілайєт Османської імперії) у 1868 році. В дитинстві втратив батька. Мешкав під опікою дядька Міха Шантича. Навчався в комерційних школах Любляни та Трієста. У 1883 році після закінчення школи у Трієсті повернувся до Мостару.
З 1887 року працював у газетах «Голуб», «Боснійська віла», «Нова Зета», «Явір», «Вітчизна». У 1888 році стає засновником та президентом Сербського поетичного товариства «Гуслі». Згодом він був обраний першим віце-президентом мостарського підкомітету товариства «Просвіта». У 1896 році став одним із засновників літературного журналу «Зоря». Тут працював редактором до 1901 року.
У 1902 році перебував у Женеві задля налагодження культурних зв'язків. Був пов'язаний із визвольним рухом Герцеговини. У 1907 році стає одним з представників першої скупщини Народної організації. 1908 року у зв'язку з анексією Боснії та Герцеговини Австро-Угорщиною вимушений був емігрувати до Італії. Втім у 1910 році повернувся до Герцеговини, де купив дім у м. Борці. Втім під тиском австрійської влади перебрався у 1913 році до Сербії.
У 1914 році було обрано членом-кореспондентом Сербської королівської академії. Повернувся до Мостара після завершення Першої світової війни. Виступав на підтримку єдності народів Югославії. Помер у 1924 році від сухот.

## Творчість
У доробку А. Шантича є майже 800 поем, 7 театральних п'єс.
Тема батьківщини і народу займає центральне місце у творчості Алекси Шантича. Це знайшло відображення у збірках «Вірші» 1891, 1895, 1901, 1908, 1911, 1918, 1924 років. Ця тема відзначена силою трагічного звучання, вирішується в романтичному ключі, з виходом до значних соціальних узагальнень («Свобода», «Залишіться тут!», «Ми знаємо нашу долю»). Селянин — один з головних і улюблених героїв, в зображенні якого Шантич відкриває новий для сербської поезії аспект, стверджуючи радість селянської праці, його творчу силу, неминущу значимість народних основ селянського життя та характеру.
Є автором патріотичних драм у віршах «У імлі» 1907 року, «Дружина Хасана-аги» 1907 року. Його ліричні вірші, особливо елегійного звучання, глибоко людяні, зокрема «Еміна», «Не вір», що стали народними піснями.
Алекса Шантич відомий своїми перекладами сербською мовою творів німця Генріха Гейне та чеха Сватоплука Чеха.